# Шельменко Сергій Олександрович
Сергій Олександрович Шельменко (нар. 5 квітня 1983, Сквира) — український і російський гандболіст, правий напівсередній. До 2008 року виступав за збірну України, у 2011—2018 роках — за збірну Росії.

## Кар'єра
Почав грати в гандбол у містечку Сквира Київської області. Гандболом почав займатися у міській ДЮСШ. Перший тренер — Іван Штундер. Навчався у броварському спортінтернаті. 1998 року переїхав до Запоріжжя. У 2000-06 роках грав у команді ZTR (Запоріжжя), у складі якої став чотириразовим чемпіоном України (2001/02, 2002/03, 2003/04, 2004/05). З 2005 року запрошувався до збірної України.
У 2006-09 роках грав у складі ГК «Райн-Неккар Левен». Бронзовий призер чемпіонату Німеччини 2009 року.
У 2009-13 роках грав за ГК «Чеховські ведмеді» та чотири рази виграв дубль (чемпіонат + кубок Росії). Учасник «Фіналу чотирьох» Ліги чемпіонів 2010 року.
На початку 2011 року отримав російське громадянство. Головною причиною зміни громадянства Сергій назвав відсутність з липня 2008 року пропозицій виступати за збірну України. Після закінчення трирічного карантину почав виступати за збірну Росії.
У сезоні 2013/14 Сергій грав за мінське «Динамо», а після розформування клубу переїхав до Санкт-Петербурга і у складі ГК «Університет Лесгафта-Нева» став віце-чемпіоном Росії. З початку сезону 2014/15 став гравцем «Чеховських ведмедів», у складі яких завоював своє п'яте чемпіонство країни. Майстер спорту України, Майстер спорту Росії (2015), Майстер спорту Росії міжнародного класу.
З сезону 2015/16 виступав у запорізькому «Моторі». Завершив кар'єру в березні 2019 року.

## Родина
Дружина Тетяна Шельменко (до шлюбу Будко) народилася в Запоріжжі, колишня волейболістка запорізької «Орбіти» на позиції ліберо та збірної України, срібна призерка чемпіонату України серед команд Суперліги, чемпіонка України з пляжного волейболу.Сестра гандболіста Євгена Будко[джерело не вказане 1981 день], який отримав російське громадянство одночасно із Шельменком.
Сини — Ілля та Іван, дочка.

## Досягнення
- Переможець чемпіонату Росії: 2010, 2011, 2012, 2013, 2015
- Володар кубка Росії: 2010, 2011, 2012, 2013
- Переможець чемпіонату України: 2004, 2005, 2016